# Китова, Светлана Александровна
Светла́на Алекса́ндровна Кито́ва (25 июня 1960, Душанбе — 20 ноября 2015, Джонсборо, США) — советская бегунья, двукратная чемпионка Европы в помещении 1983 (800 м) и 1986 (1500 м) годов.

## Карьера
Личный рекорд на дистанции 1500 метров — 4:01.02 был установлен в Киеве 2 августа 1988 года.
В 1989 году стала бронзовым призёром чемпионата Европы в помещении в Гааге и серебряным на зимнем чемпионате мира в Будапеште.
Умерла 20 ноября 2015 года в США после продолжительной болезни.